# 7291 (documental)
7291 es un documental de 2024 dirigido, producido y montado por Juanjo Castro. Fue estrenado el 15 de noviembre de 2024 y emitido por televisión el 13 de marzo de 2025 simultáneamente en La 2 y Canal 24 horas.
Su nombre se debe al número de fallecimientos por la pandemia de COVID-19 en residencias de ancianos de la Comunidad de Madrid entre marzo y abril de 2020, sin ser derivados a hospitales.

## Alberto Reyero

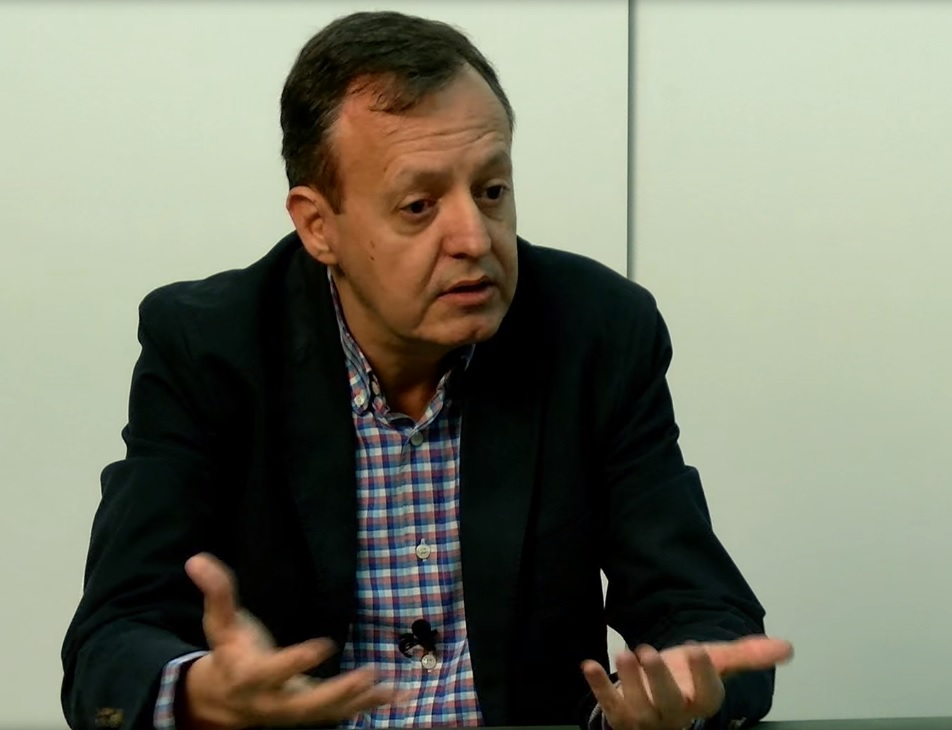
Alberto Reyero

Alberto Reyero, abogado y entonces miembro de Ciudadanos, ocupaba el cargo de consejero de Políticas Sociales de la Comunidad de Madrid en 2020 cuando la pandemia de COVID-19 comenzó a causar estragos en España.
En marzo de 2020, solicitó la intervención de la Unidad Militar de Emergencias (UME) en las residencias de ancianos, petición que fue desautorizada por la presidenta Isabel Díaz Ayuso. Reyero también se opuso a los protocolos de triaje que limitaban el traslado de mayores a hospitales, alertando de sus consecuencias éticas y legales.

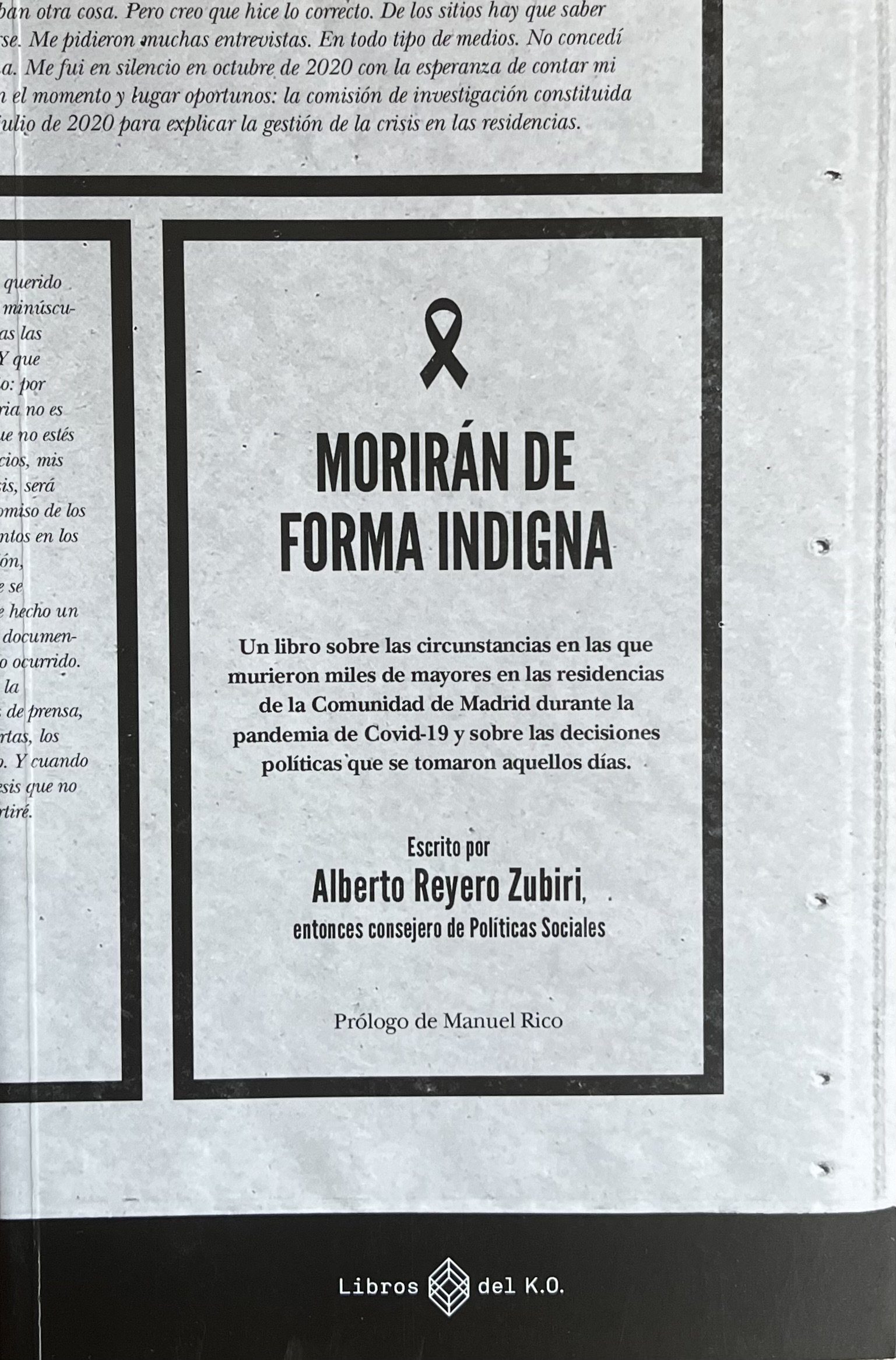
Portada del libro Morirán de forma indigna

Reyero dimitió en octubre de 2020, una vez ya pasada la primera ola de la pandemia.
En 2022 publicó el libro Morirán de forma indigna, donde narró su experiencia durante la crisis sanitaria y denunció la falta de atención hospitalaria a los residentes en la primera ola de la pandemia.
Juanjo Castro, tras leer el libro de Reyero, quedó profundamente impactado y  se puso en contacto con él, comentándole su intención de hacer un documental.

## Contenido
La película se basa en las declaraciones que hicieron ante la Comisión de Investigación de la Asamblea de Madrid, que hubo entre 2020-2021, miembros de la patronal de hospitales y residencias, asociaciones de residentes, directoras de residencias y el director general de atención sociosanitaria, Carlos Mur, que fue el cargo que firmó los protocolos de no derivación a los hospitales.
También se recogen los testimonios de residentes, familiares, trabajadoras, periodistas, miembros de organizaciones sociales y representantes públicos que comparecieron los días 15 y 16 de septiembre de 2023 ante la Comisión Ciudadana por la Verdad en las Residencias de Madrid. Esta comisión, presidida por el jurista José Antonio Martín Pallín, fue creada a instancias de familiares y afectados, ante la falta de interés y voluntad de las autoridades políticas y judiciales, para averiguar, analizar e informar sobre lo que sucedió en las residencias madrileñas durante las primeras semanas de la pandemia. En marzo de 2024, presentó un informe con sus conclusiones.
En el documental aparecen también entrevistas a Alberto Reyero y a los periodistas Manuel Rico y Fernando Peinado, además de intervenciones de políticos relevantes en los plenos de la Asamblea de Madrid en los que se trató el tema.

## Audiencias televisivas
Su emisión por televisión dio a La 2 y al Canal 24 Horas uno de sus mejores días, sumando un 15% de cuota de pantalla global y 1.278.000 espectadores de media entre ambas cadenas: 758.000 espectadores (8,9%) en La 2 y 520.000 espectadores (6,1%) en Canal 24 Horas.